# TV Tropes
TV Tropes, poznat i kao Television Tropes and Idioms (Televizijski motivi - često klišeji - i idiomi), je wiki koji prikuplja i objašnjava razne konvencije, motive i klišeje na koje se može naići u stvaralačkim djelima. Kad je osnovana 2004. godine, stranica se bavila samo televizijom i filmom, ali sada pokriva i razne druge medije, kao što su književnost, stripovi, video-igre, pa čak i reklame i igračke. Poznata je po ležernom i duhovitom stilu.

## Sadržaj
TV Tropes ispočetka se bavio samo televizijskom serijom Buffy, ubojica vampira, ali proširio je sadržaj na tisuće drugih serija, filmova, romana, drama, wrestlinga, video-igara, animea, mange, stripova, fan fiction, i drugih tema, pa i internetskih pojava kao što je Wikipedia, koja se unutar sajta šaljivo spominje kao "The Other Wiki" ("onaj drugi Wiki"). Istim ležernim stilom opisuju se i teme kao što su znanost, filozofija, politika i povijest - u odjeljku "Useful Notes" (korisne bilješke). Da bi ušao u TV Tropes, sadržaj ne mora biti "važan", kao što piše na glavnoj stranici.
Stranice s motivima i klišejima obično se stvaraju putem standardiziranog sustava lansiranja, poznatog kao "You Know, That Thing Where..." ("Znaš, ono gdje...") ili YKTTW, gdje drugi članovi sajta, poznati kao "tropers", mogu dati primjere ili predložiti poboljšanja prije objavljivanja stranice.
Godine 2009. osim engleskog uvedeni su i drugi jezici, od kojih se najviše razvio njemački. Godine 2011. TV Tropes krenuo je u video-produkciju i lansirao Echo Chamber, web-seriju o vloggeru sa sajta TV Tropes koji objašnjava i demonstrira motive i klišeje.
Ekonomist Robin Hanson tvrdi da je neočekivana nuspojava čitanja sajta TV Tropes jačanje cinizma kod čitatelja, "jer se nekadašnje iznenađenje pretvara u obično prepoznavanje". Ta pojava ima svoju natuknicu na sajtu, nazvanu "TV Tropes Will Ruin Your Life" (TV Tropes će vam uništiti život), koja kaže da više nećete moći čitati knjige, gledati filmove itd. a da ne prepoznate svaki kliše čim se pojavi.

## Vanjske poveznice
- sajt TV Tropes  Arhivirana inačica izvorne stranice od 22. travnja 2008. (Wayback Machine)
- Kratak i dobar hrvatski opis kako TV Tropes funkcionira